# Alex Katunich
 (octobre 2024).
 (octobre 2024).
 (octobre 2024).
Alex Katunich, alias Dirk Lance, (né le 18 août 1976) est un bassiste et membre fondateur du groupe Incubus (1990-2002). 

## Incubus
Le groupe Incubus est formé en 1990 par Brandon Boyd (chant et percussions), Mike Einziger (guitare), Alex Katunich (basse) et Jose Pasillas (batterie). Katunich aurait introduit des influences funk et jazz dans la musique du groupe. 
Sa méthode du "slap-mute" est notamment reconnaissable dans les solos qu'il joue dans Redefine et Sink Beneath The Line.  
Il quitte le groupe le 31 octobre 2002, officiellement à cause de divergences musicales. Des rumeurs évoquent aussi des conflits avec Brandon Boyd concernant l'identité sonore du groupe. Il est remplacé au sein du groupe par Ben Kenney, ex-guitariste des Roots, en 2003.

## Après Incubus
Depuis 2006, Katunich joue au sein d'un groupe sud-californien (Willie's Nerve Clinic) d'inspiration jam et funk. Sorti en 2009, leur premier album (Vampire Kiss) propose un mélange de funk et de rock.
En octobre 2019, Katunich et son nouveau groupe East of June sortent la chanson Rebel accompagnée d'un clip vidéo.